# Gaiadendreae
Gaiadendreae, biljni tribus iz porodice ljepkovki. Sastoji se od dva roda, jedan iz Australije (Novi Južni Wales), i drugi iz Amerike. 

## Rodovi
1. Atkinsonia F.Muell.; Australija
2. Gaiadendron G.Don